# Тобіас Наталія Вікторівна
Наталія Вікторівна Тобіас (при народженні Сидоренко, нар. 22 листопада 1980, Сєров, Свердловська область, Російська РФСР) — українська легкоатлетка (біг на середні дистанції), призерка Олімпійських ігор.
Наталія Сидоренко-Тобіас тренується в спортивному товаристві «Динамо» в Донецьку.
Бронзову олімпійську медаль вона виборола на пекінській Олімпіаді в бігу на 1500 метрів.
Закінчила Донецький державний університет управління.

## Найкращі досягнення
| Рік  | Тип змагань                                          | Організатор                | Місце           | Дисципліна           | Результат |
| ---- | ---------------------------------------------------- | -------------------------- | --------------- | -------------------- | --------- |
| 1999 | Юніорський чемпіонат Європи з легкої атлетики 1999   | Рига, Латвія               | 2               | 1500 м               | 4:15.91   |
| 2001 | Чемпіонат Європи U23 з легкої атлетики 2001          | Амстердам, Нідерланди      | 3               | естафета 4×400 м     | 3:34.16   |
| 2001 | Літня Універсіада 2001                               | Пекін, Китай               | 5               | 1500 м               |           |
| 2003 | Літня Універсіада 2003                               | Тегу, Південна Корея       | 1               | 1500 м               | 4:11.69   |
| 2004 | Чемпіонат світу з легкої атлетики в приміщенні 2004  | Будапешт, Угорщина         | 5               | 1500 м               | 4:09.03   |
| 2004 | 2004 IAAF World Athletics Final                      | Монте-Карло, Монако        | 9               | 3000 м               |           |
| 2004 | Літні Олімпійські ігри 2004                          | Афіни, Греція              | 14 (1/2 фіналу) | 1500 м               | 4:07.55   |
| 2006 | Чемпіонат світу з легкої атлетики в приміщенні 2006  | Москва, Росія              | 11              | 1500 м               | 4:15.55   |
| 2006 | Чемпіонат Європи з легкої атлетики 2006              | Гетеборг, Швеція           | 7               | 1500 м               | 4:02.71   |
| 2007 | Чемпіонат Європи з легкої атлетики в приміщенні 2007 | Бірмінгем, Велика Британія | 6               | 1500 м               | 4:09.62   |
| 2007 | Чемпіонат світу з легкої атлетики 2007               | Осака, Японія              | 9               | 1500 м               | 4:10.56   |
| 2007 | Чемпіонат світу з легкої атлетики 2007               | Осака, Японія              | 38              | 3000 м з перешкодами | 10:11.58  |
| 2008 | Чемпіонат світу з легкої атлетики в приміщенні 2008  | Валенсія, Іспанія          | 13              | 1500 м               | 4:11.71   |
| 2008 | Літні Олімпійські ігри 2008                          | Пекін, Китай               | 3               | 1500 м               | 4:01.78   |
| 2011 | Чемпіонат Європи з легкої атлетики в приміщенні 2011 | Париж, Франція             | 19              | 1500 м               | 4:16.67   |
| 2011 | Чемпіонат Європи з легкої атлетики в приміщенні 2011 | Париж, Франція             | 6               | 3000 м               | 9:02.94   |
| 2011 | Чемпіонат світу з легкої атлетики 2011               | Тегу, Південна Корея       | 9               | 1500 м               | 4:08.68   |
| 2012 | Чемпіонат світу з легкої атлетики в приміщенні 2012  | Стамбул, Туреччина         | 9               | 3000 м               | 9:00.78   |

## Державні нагороди
- Орден княгині Ольги III ст. (4 вересня 2008) — за досягнення високих спортивних результатів на XXIX літніх Олімпійських іграх в Пекіні (Китайська Народна Республіка), виявлені мужність, самовідданість та волю до перемоги, піднесення міжнародного авторитету України[1]